# Apostles
Pour plus de détails, voir Fiche technique et Distribution.
Apostles (十三門徒, Shísān méntú) est un film hongkongais réalisé par Scud, sorti en 2022. Le film reprend des personnages des précédents film du même réalisateur, comme Utopians ou Thirty Years of Adonis.

## Synopsis
Un érudit, Antonio, se faisant surnommer « le parrain », recrute douze jeunes hommes pour venir suivre son enseignement dans son manoir isolé sur une île. L'annonce est rédigée de telle sorte qu'elle attire de jeunes hommes homosexuels. Le parrain a également recruté une équipe de tournage pour filmer l'expérience. Les discussions tournent autour de la mort et l'enseignement prend un tour sombre et macabre.

## Fiche technique
- Titre : Apostles
- Titre original : 十三門徒 (Shísān méntú)
- Réalisation : Scud
- Scénario : Scud
- Photographie : Meteor Cheung
- Montage :
- Production : Scud
- Société de production : Artwalker
- Pays :  Hong Kong
- Genre : Drame
- Durée : 83 minutes
- Dates de sortie : 
  -  Taïwan : 27 août 2022 (Festival international du film queer de Taïwan)

## Distribution
- Adonis He : Hins / Yang Ke / lui-même
- Jackie Chow : Antonio, « le parrain »
- Amanda Lee : Madonna, « la marraine »
- Jay-Todd Chih : Jay-Todd, le mannequin
- Qijie Chen : Qiji, l'ouvrier du bâtiment
- Bank Chuang : Bank, le chef opérateur
- Wei Kai Huang : Kai, le danceur de ballet
- Voon Khong Lee : Lee, le diplomate
- William Lo : Phone, l'argent d'assurance
- Christopher Tsang : Alcibiades, l'étudiant en psychologie
- Owen Wu : Wing, l'artiste de scène
- Katashi Yugo : Katashi, le commandant
- Canto Zhou : Canto, le responsable de funérailles
- Teslin : Teslin / Sisyphe
- Justin Lim : Wang Qiang
- Moe Chin : Swan
- Gavin Philip Che : Gavin
- Scud : lui-même

## Distinctions
Le film a été présenté au Festival international du film queer de Taïwan, Festival du film lesbien et gay de Hong Kong et au festival Reeling de Chicago